# Чешковград
Чешковград е антична крепост край село Врачеш, община Ботевград. Намира се в близост до девическия манастир „Св. 40 мъченици“, на около 4,8 km югозападно по права линия от центъра на селото.
Крепостта е построена върху връх, който е естествено защитен. Крепостните стени са изградени от плочести камъни, дялани така, че плътно да прилепнат един до друг, както при сухата зидария. Заради малките фуги в зидарията хоросанът на места едва се забелязва. Стените са дебели около 1,60 m и следват конфигурацията на терена. Те са без субструкция – вкопани основи, защото са заложени върху скалите. Няма открити следи от други сгради или керамични и
други находки, тъй като не е проучвана по археологически път. Тя е разположена в между поречията на реките Чешковица и Мерущица, като стратегическата ѝ задача е да защитава проломите на тези реки, през които преминават пътища от местно и военно значение, съответно през връх Мургаш за Бухово и през село Ябланица за Реброво. Късноантична, крепостта няма видима връзка с другите крепости от региона, което я определя като извънсистемна.
През 1966 г. е обявена за архитектурно-строителен паметник с местно значение.